# Trebius caudatus
Trebius caudatus is een eenoogkreeftjessoort uit de familie van de Trebiidae. De wetenschappelijke naam van de soort is voor het eerst geldig gepubliceerd in 1838 door Krøyer.